# Nauplion

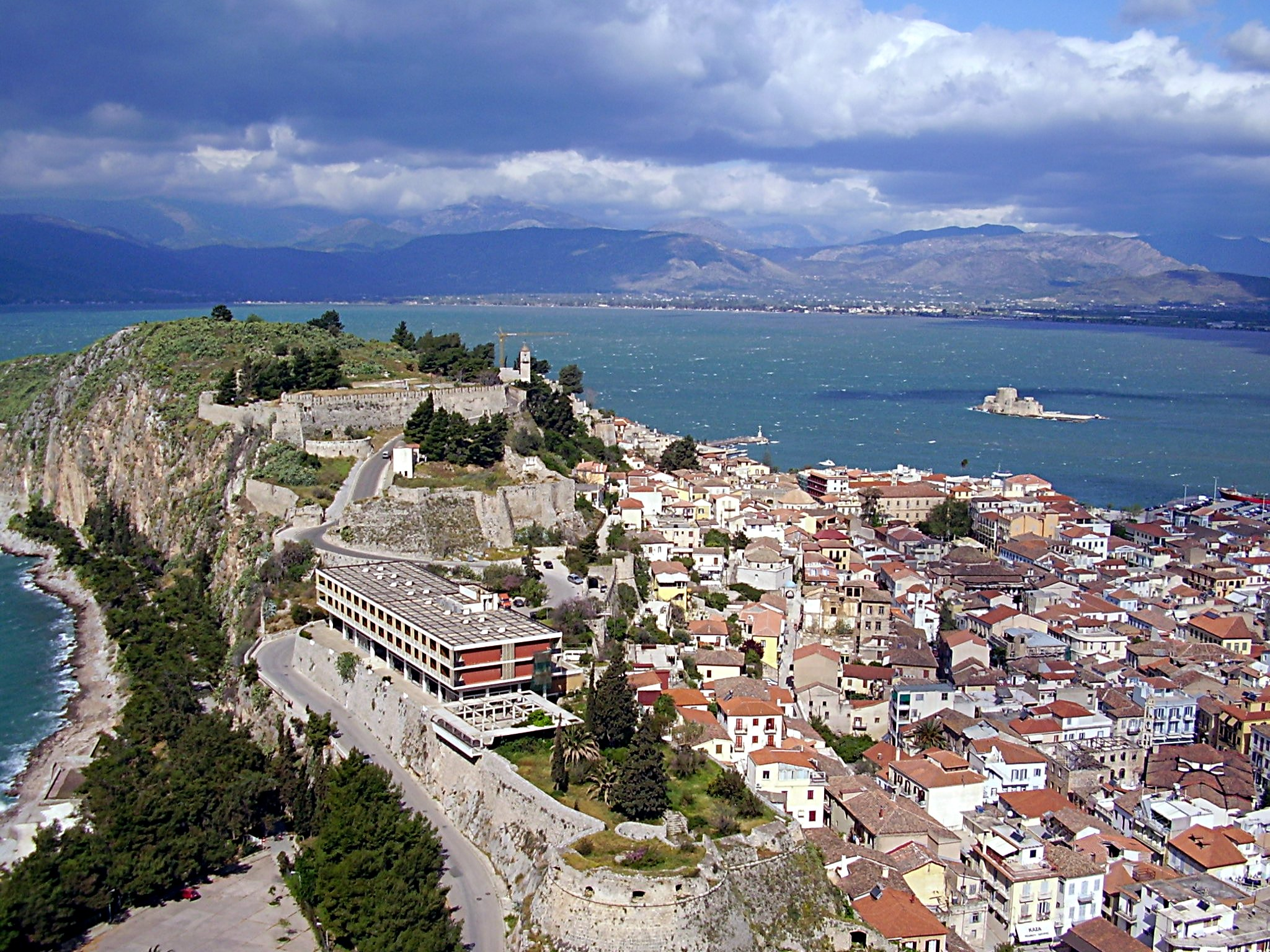
Navplion gezien vanaf de Palamidi-vesting

Navplio(Grieks: Ναύπλιο; Nederlands: Navplion) is een Griekse havenstad en fusiegemeente (dimos) in de Griekse bestuurlijke regio (periferia) Peloponnesos, gelegen aan de Golf van Argolís.
De naam van de stad is – wat, door de transliteratie van Griekse woorden, met vele Griekse plaatsnamen het geval is – in verschillende spellingsvarianten bekend:
- Nauplion en fonetisch Návplion, of Náfplion, waarbij de eind-n kan weggelaten worden (Návplio, of Náfplio);
- naar de antieke naam: Navplia en fonetisch Návplia, of Náfplia (deze laatste twee gebruikelijk).

Navplion, na de Griekse Onafhankelijkheidsoorlog van 1832 tot en met 1834 de hoofdstad van het vrije Griekse Koninkrijk, is een belangrijk commercieel centrum met voedingsmiddelenindustrie en uitvoermogelijkheden van agrarische producten uit de omgeving. De stad is een belangrijk toeristisch centrum vanwege de ligging aan zee en de nabijheid van de antieke plaatsen Mycene, Tiryns, Argos en Epidavros. De marmeren bestrating van het centrum en de opvallend homogene architectuur maken van Navplion een van de elegantere steden van Griekenland.

## Geschiedenis

### Oudheid
Navplion werd in prehistorische tijden reeds bewoond, maar de oudste nederzettingen zijn onder latere bouwfasen volledig verdwenen. Archeologische opgravingen hebben aangetoond dat het gebied rond de stad vanaf het 3e millennium v.Chr. vrijwel constant bewoond is gebleven. Volgens een legende kreeg de stad haar naam van haar stichter, koning Navplios, wiens zoon Palamedes de listige Odysseus wist te ontmaskeren, toen deze krankzinnigheid voorwendde om niet aan de Trojaanse Oorlog te hoeven deelnemen. Overigens was deze Palamedes niet de eerste de beste: hij gold als de uitvinder van de dobbelstenen en het schaakspel, waarmee hij de Griekse soldaten vóór Troje de verveling van het lange wachten wilde besparen. Uit afgunst, maar ook om zich te wreken, verstopte Odysseus geld in Palamedes' tent, en beschuldigde hem valselijk van diefstal... Hij werd ter dood veroordeeld en gestenigd. Om de dood van zijn onschuldige zoon te wreken, liet koning Navplios na de val van Troje valse vuurbakens uitzetten, waardoor verscheidene terugkerende schepen hier op de klippen liepen.
De stad wordt, onder de naam Navplia, voor het eerst vermeld in de 7de eeuw v.Chr., toen ze door het nabije Argos werd onderworpen, maar een belangrijke rol heeft ze in de Oudheid verder nooit gespeeld.

### Middeleeuwen en Nieuwe Tijd
Byzantijnen, Franken, Venetianen en Turken: allen zijn ze hier ooit de baas geweest. Pas in de Middeleeuwen (13e eeuw) raakte Navplion bekend, toen de "Frankische" kruisridder Guy de la Roche (die zich tot hertog van Athene had uitgeroepen) de stad in 1247 op de Byzantijnen veroverde. In 1388 moesten de Franken echter de heerschappij overdragen aan de Venetianen: Navplion werd toen aanzienlijk versterkt, onder meer met het Bourdzi-fort (het fotogenieke eilandje in de haven), en doorstond menige belegering in de gewapende strijd tussen Venetië en de Turken, die er pas in 1540 in slaagden de stad in te nemen. Navplion was toen een belangrijke doorvoerhaven: zijde en wol, lederwaren, kaas en bijenwas werden van hier uit naar het Westen geëxporteerd.
In 1686 kon het Venetiaanse leger onder Francesco Morosini de stad opnieuw heroveren: dat was het begin van een dertigjarige periode van intense activiteit. De oude wijk rond het Plein van de Grondwet (Platía Syntágmatos) is voornamelijk een product van de tweede Venetiaanse bezetting (1686-1715), evenals de herinrichting van de Palamidi-vesting (een duidelijke verwijzing naar de zoon van koning Navplios) en van het Bourdzi-eiland. Navplion werd toen herdoopt tot Napoli di Romagna (Romagna was de naam die de Venetianen gaven aan het Griekse deel van het voormalige Byzantijnse Rijk). De Turken kwamen terug in 1715, met een sterk leger van 100.000 man, waaronder veel Grieken, die waarschijnlijk de (katholieke) Venetiaanse heerschappij beu waren. De Turkse pasja, die in Nauplion verbleef, betoonde zich overigens zeer tolerant tegenover orthodoxe christenen.

### De Onafhankelijkheid
Tijdens de Vrijheidsoorlog werd een heel bijzondere en strijdbare vrouw, Laskarina Bouboulina (echtgenote van admiraal Bouboulis), in 1821 belast met de belegering van Navplion, dat zij te land en ter zee gedurende 14 maanden blokkeerde. Zij voerde persoonlijk het bevel over een oorlogsschip, en slaagde erin de belegerden terug te drijven telkens wanneer zij een uitval deden. Het Turkse garnizoen werd uiteindelijk tot de overgave gedwongen. Op 30 november 1822 slaagde Staïkos Staïkópoulos samen met 350 Griekse vrijheidsstrijders erin de stad binnen te dringen, onder het slaken van de kreet "Elefthería i Thánatos!" ("Vrijheid of Dood!"). In naam van de Griekse leiders onderhandelde Bouboulina persoonlijk met de vijand over de voorwaarden van de capitulatie.
Navplion werd zo het centrum van het Griekse verzet tegen de Turken, en werd dan ook bij de Onafhankelijkheid de eerste hoofdstad en regeringszetel van de Griekse staat, van 1829 tot 1835. Het Parlement vergaderde tijdelijk in een voormalige moskee aan het Sýntagma-plein. Kapodistrias, het eerste staatshoofd, werd op 27 september 1831 vermoord door een politieke tegenstander. Het volgende jaar besliste het Griekse Parlement (dat voortaan vergaderde in de door Kapodistrias gebouwde voorstad Pronia) dat het land een koninkrijk moest worden. De eerste koning, Otto I, werd er op 18 januari 1833 feestelijk onthaald, maar twee jaar later besloot hij met zijn regering definitief naar Athene te verhuizen.
Na zes jaar van intense activiteit werd Navplion weer een provinciestadje, maar toch is er veel van de hoofdstedelijke sfeer blijven hangen. Het is nog steeds de zetel van een Grieks-orthodox aartsbisdom. Door het Venetiaanse verleden is er echter ook een vrij grote aanwezigheid van rooms-katholieken in de stad.

## Bezoek

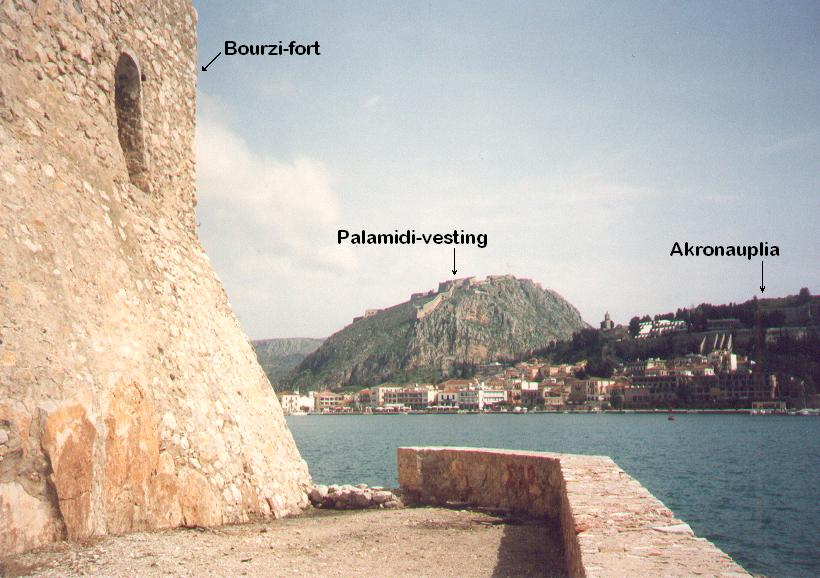
De haven van Navplion, gezien vanaf het Bourzi-fort

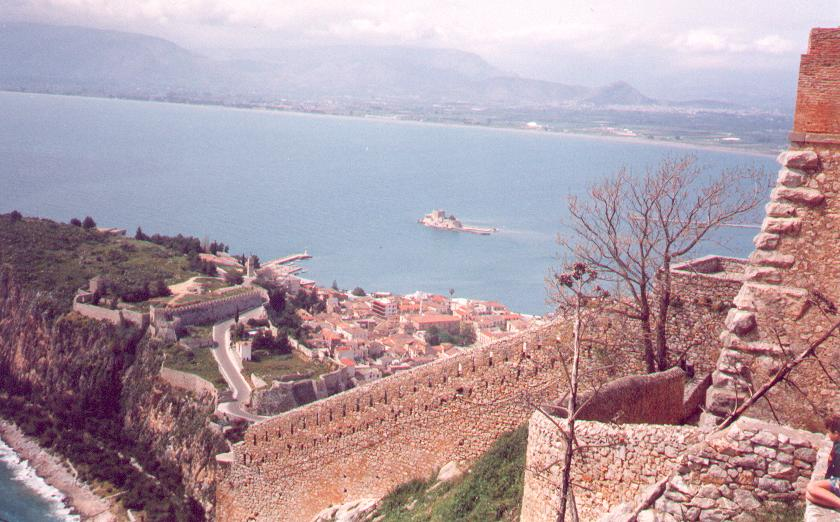
Navplion, gezien vanaf de Palamidi-vesting

Het stadsbeeld wordt van overal beheerst door de drie indrukwekkende vestingen: de hooggelegen (229 m) Venetiaans-Turkse vesting Palamidi (1711–1714), de rotsachtige hoogte (85 m) Akronavplia (d.i. de akropolis van de antieke stad, die de Byzantijnen als vesting inrichtten), en het versterkte Bourzi-eiland.
Sinds de Venetiaanse tijd is de Platía Syntágmatos het centrum van het openbare leven. Dit fraai geplaveide plein is omgeven met talrijke cafés en eethuizen. Sinds de 18e eeuw is het weinig veranderd toen de Turken er enkele moskeeën bouwden. De moskee aan de oostkant van het plein is ingericht als bioscoop, maar in die aan de zuidkant (ook het Vouleftikó d.i. raadzaal genaamd, nu een concertzaal) vergaderde in 1822 het eerste Griekse Parlement. Ook de rechtbank die Kolokotronis veroordeelde hield hier zitting. Het Sýntagma-plein wordt gedomineerd door het statige Venetiaanse arsenaal (1713), waar nu het Archeologische Museum is gehuisvest: men ziet er vondsten uit Tiryns en Mycene, onder meer een unieke bronzen wapenrusting uit de Myceense periode, met een helm van everzwijnentanden.
De meeste straatjes in de omgeving van het plein zijn smal en door trappen met elkaar verbonden. Verscheidene Turkse fonteinen, met Arabische opschriften, herinneren eraan dat Navplion ooit een Turkse stad is geweest.

### Kerken
- Agios Spirýdon (begin 18e eeuw): hier werd Kapodistrias vermoord bij het verlaten van de kerk. De inslag van de kogels die hem dodelijk troffen zijn nog zichtbaar in de wand naast het portaal.
- Agios Georgios (uit de 16e eeuw) was van 1540 tot 1686 een moskee. Nu is het de kathedraal van Navplion. De troon waarop koning Otto gekroond werd is er nog steeds te zien.
- De katholieke kerk van de Transfiguratie (in de volksmond "Frankoklissiá" d.i. "Frankenkerk") heeft een monument voor de buitenlandse Filhellenen, gesneuveld voor de Onafhankelijkheid van Griekenland. De gebedsnis ("mihrab") achter het hoofdaltaar herinnert aan de tijd dat de kerk een moskee was.

### Kloosters
- Agia Moni, een klein klooster aan de rand van Navplion.

### Musea
- Volkskundig museum van de Peloponnesos

### Vestingen

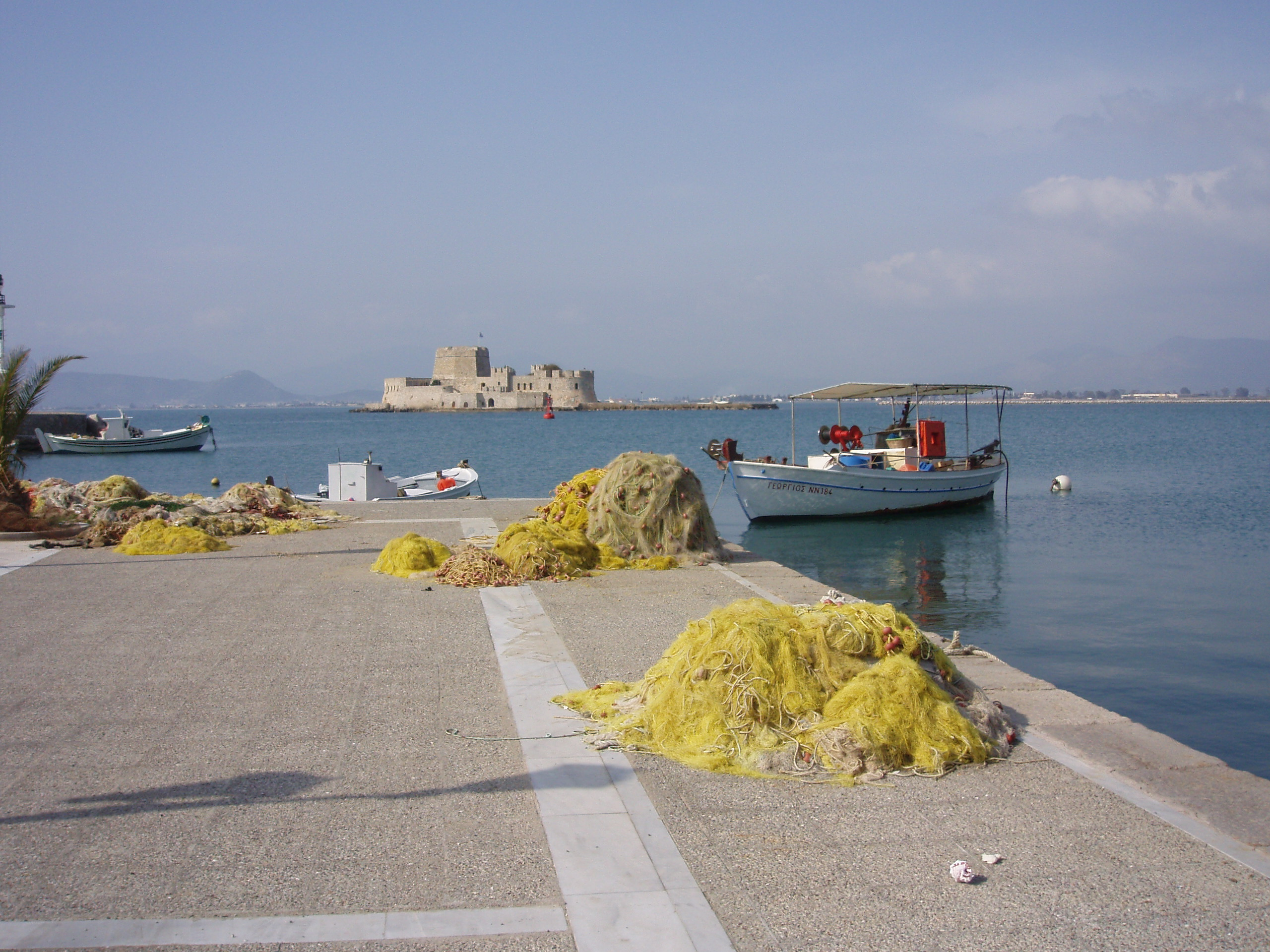
Zicht vanuit Navplion op het Bourdzi fort

- de Palamidi, het grootste vestingcomplex in Griekenland, vormt de bekroning van een 216 m hoge heuveltop en dateert uit de tweede Venetiaanse bezetting. Het is een ingewikkeld complex van acht autonome (en in geval van nood zelfvoorzienende) bastions, die elk met elkaar in verbinding staan. Het viel in 1715 reeds na één week beleg in handen van de Turken.
In het bastion genaamd "Andreas", met het karakteristieke reliëf van de Leeuw van San Marco boven de ingang, was het hoofdkwartier van het Venetiaanse leger. Op de binnenplaats bevindt zich een kapelletje ter ere van de Heilige Andreas, en daarachter de toegang tot de cel waar de Grieks vrijheidsheld Kolokotronis tijdelijk heeft verbleven.
- Bourdzi: de Venetianen bouwden hier in de 15e eeuw een vesting, die haar huidige aanzien kreeg tijdens de tweede Venetiaanse bezetting, toen ze er een achthoekige toren bijkreeg. Tot 1930 deed het dienst als ambtswoning van de beul, omdat deze niet in de stad mocht wonen. Het fort verdedigde de enige havengeul, die kon worden afgesloten met een lange ketting tussen fort en stad.

### Pronia
In de voorstad  Pronia bevindt zich de Evangelistria-kerk waar in 1832 de Griekse Nationale Vergadering bijeenkwam om de keuze van koning Otto I te bekrachtigen. Een kolossale, uit de rotsen gehakte slapende leeuw is een werk van de beeldhouwer Siegel, ter nagedachtenis aan de Beierse soldaten die tussen 1833 en 1834 tijdens een tyfusepidemie om het leven kwamen, in dienst van koning Otto.

## Geboren
- Sotirios Sotiropoulos (1831-1898), premier van Griekenland
- Charilaos Trikoupis (1832-1896), premier van Griekenland
- Konstantinos Logothetopoulos (1878-1961), premier van Griekenland
- Jean Spiropoulos (1896-1972), rechter
- Evangelos Manouchos (1989), voetbalscheidsrechter
- Panagiotis Tachtsidis (1991), voetballer